# غول یخی
غول یخی (به انگلیسی: ice giant) به سیارهٔ غول‌پیکری که عمدتاً از عناصر سنگین‌تر از هیدروژن و هلیوم، مانند اکسیژن، کربن، نیتروژن و گوگرد تشکیل شده است گفته می‌شود. دو غول یخی شناخته‌شده در منظومهٔ شمسی، اورانوس و نپتون هستند. از سال ۲۰۱۴، شواهدی از وجود یک غول یخی سوم، که اگر پیدا شود سیارهٔ نهم منظومهٔ شمسی خواهد بود، به‌دست آمده است.
غول‌های یخی تنها در حدود ۲۰٪ جرمی‌شان از هیدروژن و هلیوم تشکیل شده در حالی‌که، غول‌های گازی منظومهٔ شمسی (مشتری و زحل)، هر دو بیش از ۹۰٪ جرم‌شان را هیدروژن و هلیوم تشکیل داده است.
در دههٔ ۱۹۹۰، با بررسی داده‌های نو آشکار گردید که اورانوس و نپتون یک گروه متفاوت سیارهٔ غول‌پیکر، در میان دیگر سیاره‌های غول‌پیکر هستند. از این‌رو آن‌ها به‌عنوان غول‌های یخی نام گرفتند زیرا ترکیبات تشکیل‌دهندهٔ آن‌ها، (که حاوی فرّار است) در طول زمان شکل‌گیری سیاره‌ای خود، یا از ابتدا به‌صورت یخ‌زده بوده، یا در هاله‌ای از یخ به‌طور مستقیم در آن‌ها به دام افتاده، که همان مواد فرار جامد موجود در غول‌های یخی امروز است، هرچند که مقدارشان بسیار کم است.

## شکل‌گیری
مدل‌سازی شکل‌گیری سیاره‌های زمین‌سان و گازی به نسبت ساده و غیرقابل بحث است. به‌طور گسترده دانسته شده سیاره‌های زمین‌سان منظومهٔ شمسی که با انباشته شدن برخورد سیارههای موجود در دیسک پیش سیاره‌ای شکل گرفته‌اند. باور کنونی بر این است که غول‌های گازی مشتری، زحل و سیاره‌های فراخورشیدی همتای آنها، هسته‌های جامدی با جرم حدود ۱۰ جرم زمین را از طریق همین فرایند تشکیل داده‌اند، در حالی که از طریق برافزایشی پوشش‌های گازی را از سحابی خورشیدی اطراف در طی چند دورهٔ چند ساله، تا چندین میلیون ساله ایجاد کرده‌اند.
هرچند که اخیراً مدل‌های جایگزین تشکیل هسته مبتنی بر تجمع سنگریزه نیز ارائه شده است. برخی از سیاره‌های غول پیکر فراخورشیدی هم ممکن است در عوض از طریق ناپایداری‌های دیسک گرانشی شکل گرفته باشند.
اما شکل‌گیری اورانوس و نپتون از طریق فرایند مشابهی از برافزایش هسته بسیار مشکل سازتر است. سرعت گریز برای پیش سیاره‌های کوچک حدود ۲۰ واحد نجومی (AU) از مرکز منظومه شمسی با سرعت نسبی آنها قابل مقایسه است. چنین اجسامی که از مدارهای زحل یا مشتری عبور کنند که ممکن است در مسیرهای هذلولی قرار گیرند و از منظومه خارج شوند. چنین اجسامی توسط غول‌های گازی جاروب می‌شده‌اند، احتمالاً فقط در سیاره‌های بزرگ‌تر جمع می‌شوند یا به مدارهای مانند دنباله‌دار پرتاب می‌شوند.